# Hugues Nardon
Hugues Eugène Nardon (Saint-Didier-sur-Arroux, 10 gennaio 1768 – Spagna, 1812) è stato un politico francese.

## Biografia
Figlio di un notaio, studiò al Collège d'Autun di Parigi, dove fu compagno di studi e amico di Napoleone Bonaparte.
Durante la Rivoluzione fu un ardente sostenitore delle nuove idee. Nominato sottoprefetto di Autun durante il Consolato, il 19 ventoso dell'anno XI del calendario repubblicano (aprile 1803) fu nominato prefetto di Angers. Successivamente fu prefetto del Dipartimento di Montenotte in Liguria e nel 1805 fu inviato a Parma per organizzare le strutture amministrative napoleoniche. Il 20 marzo 1806 emise il decreto che istituì ufficialmente il Dipartimento del Taro.
Nel 1809 gli fu concesso il titolo di Barone dell'Impero, ma suoi metodi autoritari lo resero inviso a gran parte della cittadinanza, nonché al sottoprefetto De Gubernatis e al segretario del Comune, Vincenzo Mistrali. Il Mistrali, su consiglio di De Gubernatis, partì per Parigi per chiedere l'intervento delle autorità centrali francesi, ma il Nardon lo fece fermare a Torino dalla polizia. A Parigi venne però avviata un'inchiesta guidata dal commissario Vieuville e in luglio 1810 Nardon fu destituito dalla carica di prefetto. Fu sostituito da Henri Dupont-Delporte, che governò Parma fino alla caduta dell'impero napoleonico.
Chiamato in Spagna da Giuseppe Bonaparte, fu nominato Grande di Spagna e amministratore generale della Provincia di Cuenca. Vi morì nel 1812, assassinato durante una sommossa popolare contro il governo napoleonico.